# Aliens in the Attic
Aliens in the Attic (bra: Pequenos Invasores; prt: Aliens no Sótão) é um filme estadunidense de 2009, do gênero ação e comédia, dirigido por John Schultz e estrelado por Ashley Tisdale e Carter Jenkins. O filme foi lançado nos Estados Unidos no dia 31 de Julho de 2009 e nos cinemas brasileiros no dia 25 de Setembro do mesmo ano. A estreia do filme em Portugal foi em 3 de Setembro de 2009. O filme arrecadou cerca de 65 milhões de dolares por todo o mundo.

## Elenco
- Ashley Tisdale como Bettany Pearson
- Andy Richter como Nate Pearson
- Kevin Nealon como Stuart Pearson
- Tim Meadows como Doug Armstrong
- Austin Butler como Jake Pearson
- Carter Jenkins como Thomas Pearson
- Robert Hoffman como Rick
- Ashley Boettcher como Hannah Pearson

## Enredo
Tudo começa com uma chuva de meteoros em uma galáxia sombria. Quatro objetos iluminados brilham e se quebram por detrás do show de meteoros. Uma força misteriosa faz com que a chuva de meteoros trace uma curva na direção do planeta Terra. Enquanto isto, numa confortável casa de classe média em Michigan, estão Stuart Pearson e sua esposa, Nina, chefes de uma família que inclui Hannah, de sete anos de idade; Tom, de 15, um adolescente aficionado por tecnologia e cujas notas na escola só fazem cair; e uma irmã mais velha, Bethany, que acaba de voltar de um encontro secreto com o namorado. Depois de decidir que a família precisa da tradicional temporada só para ela, Tom leva todos para uma casa de férias de três andares no meio do nada. Não demora muito para que o caminho das crianças se cruze com o dos aliens invasores que vieram parar na Terra.

## Prêmios e indicações
- 2009 Teen Choice Awards
  - Melhor Atriz do Verão - Ashley Tisdale (Indicada)